# Francisco Linage
Francisco Javier Linage y Armengol (Toro, 14 de febrero de 1795 - Madrid, 10 de enero de 1848), cuyo apellido es en ocasiones referido como Linaje, fue un militar español, secretario personal del general Baldomero Espartero y autor del texto del documento del Convenio de Vergara de 1839. 
Fue nombrado senador por la provincia de Zamora en 1841.
Durante la regencia de Espartero, Linage fue el inspector general de milicias. Más tarde acompañó a este en su exilio en 1843.